# 旱河 (大兴区)
39°40′52″N 116°29′26″E / 39.6810076°N 116.4905231°E
旱河是北京地区的一条河流，凤河的支流。
位于大兴区。起源于魏善庄乡羊房村北，流经5个乡，在蒲洲营汇入凤河。全长17.1公里，流域面积57.4平方公里。最大设计流量46立方米／秒。